# For Life
For Life – trzeci singel amerykańskiej wokalistki Tamary Gee, wydany w 2008 na re-edycji albumu Hidden Treasure. Utwór został napisany, zaaranżowany i wyprodukowany w całości przez artystkę w 2008, a przy jego nagrywaniu współpracowała Polska Orkiestra Radiowa pod dyrygenturą Adama Sztaby.
Singiel reprezentował Polskę podczas 53. Konkursu Piosenki Eurowizji w 2008 roku.

## Historia utworu

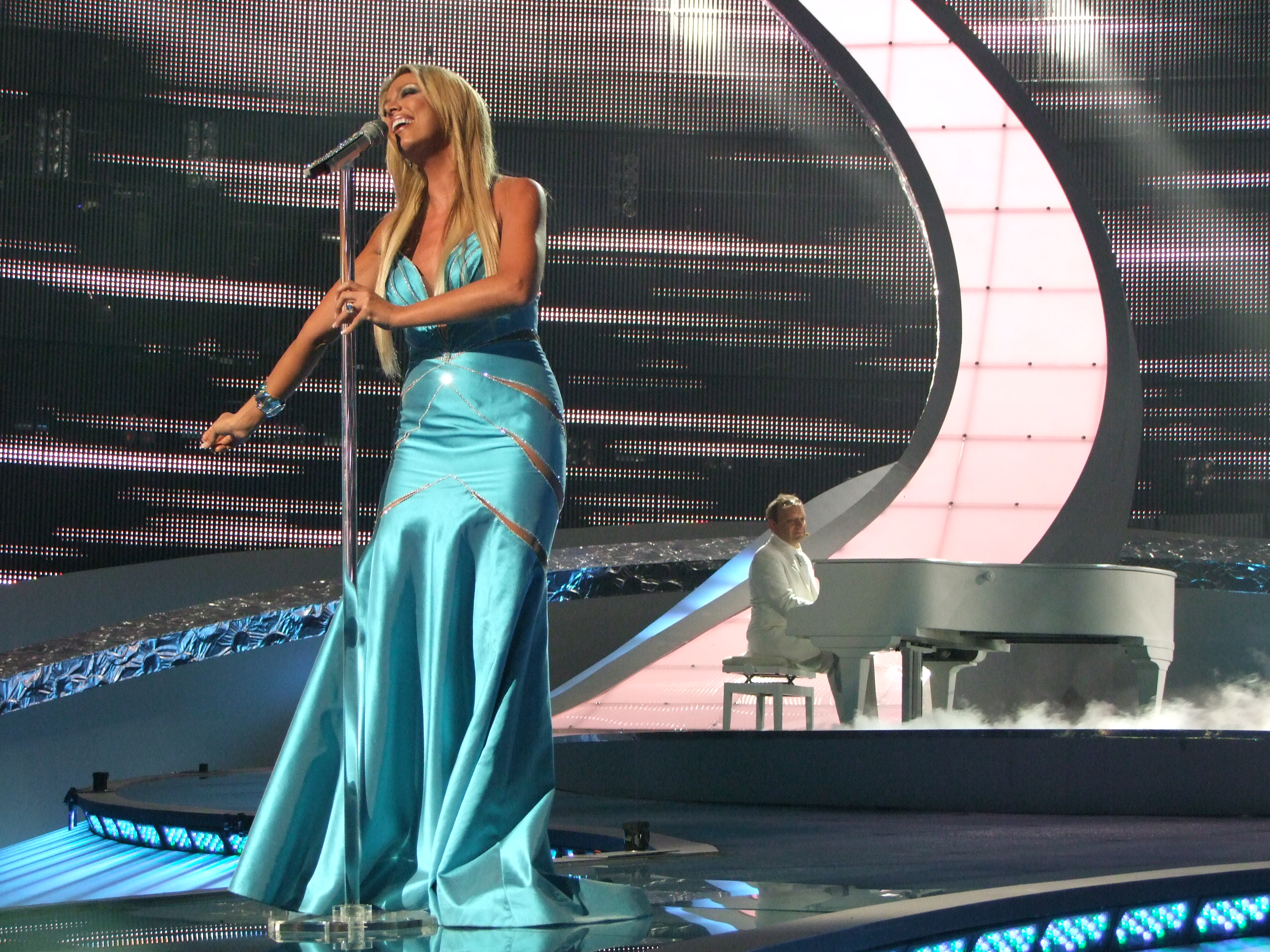
Tamara Gee podczas prób do 53. Konkursu Piosenki Eurowizji w 2008 roku

### Nagrywanie
Utwór został nagrany na potrzeby koncertu Piosenka dla Europy 2008 – polskich selekcji do 53. Konkursu Piosenki Eurowizji, organizowanego w 2008 roku w Belgradzie. Muzykę, słowa i aranżacje do singla stworzyła Gee, która została także producentem całości. Utwór współtworzyła Polska Orkiestra Radiowa pod dyrygenturą Adama Sztaby.

#### Nagranie
W sesji nagraniowej wzięli udział:
- muzyka, słowa, produkcja muzyczna, programowanie i aranżacja: Tamara Gee
- miks: Simon Gogerly
- bas: Filip Sojka
- rejestracja nagrania: Leszek Kamiński, Studio S-4
- współpraca: Adam Sztaba, Polska Orkiestra Radiowa

### Teledysk
Premiera teledysku do utworu odbyła się 9 stycznia 2008 roku na oficjalnym kanale YouTube Tamary Gee. Klip był nagrywany w warszawskim hotelu Polonia. Scenariuszem i reżyserią teledysku zajęli się Patrycja Woy-Wojciechowska oraz Adam Gołębiowski, manager i mąż wokalistki.

### Występy na żywo:Piosenka dla Europy, Konkurs Piosenki Eurowizji

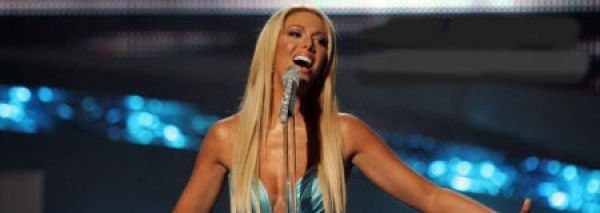
Tamara Gee podczas występu 53. Konkursu Piosenki Eurowizji w 2008 roku

23 lutego 2008 roku Gee wzięła udział w polskich eliminacjach do 53. Konkursu Piosenki Eurowizji organizowanego w Belgradzie – Piosenka dla Europy 2008. Utwór „For Life” został oceniony na maksymalną liczbę 24 punktów (po 12 punktów od telewidzów oraz komisji jurorskiej w składzie: Maryla Rodowicz, Paweł Sztompke, Adrian Stanisławski, Janusz Kosiński), dzięki czemu został trzynastą propozycją reprezentującą Polskę podczas konkursu.
Przed udziałem w konkursie utwór został zaprezentowany przez wokalistkę w irlandzkim programie reality-show The Late Late Show.
20 maja Gee wykonała utwór jako dziesiąta w kolejności podczas pierwszego koncertu półfinałowego, w którym zajęła 10. miejsce oraz awansowała do rundy finałowej, zdobywając tzw. dziką kartę od jurorów. Tym samym, „For Life” został pierwszym polskim utworem, który awansował do finału, od czasu wprowadzenia rundy półfinałowej w 2004 roku. Za to osiągnięcie, 25 sierpnia wokalistka została nagrodzona przez członków Stowarzyszenia Miłośników Eurowizji OGAE Polska honorowym członkostwem w organizacji. Podczas finałowego koncertu, który odbył się 24 maja, singel ponownie został wykonany jako dziesiąta konkursowa propozycja. Zdobył w sumie 14 punktów (10 od Irlandii i 4 od Wielkiej Brytanii), remisując z reprezentacjami Niemiec oraz Wielkiej Brytanii i zajmując ostatecznie przedostatnie, 24. miejsce.

## Lista utworów
CD Single (2008)
1. „For Life” (Radio Edit) (3:01)
2. „For Life” (Long Play Edit) (4:15)